# Mitsubishi Debonair
Der Mitsubishi Debonair war eine vom japanischen Automobilhersteller Mitsubishi in drei Generationen von 1964 bis 1999 hergestellte Limousine der Oberklasse.
Der Debonair ab 1992 war der weltweit erste Serien-PKW mit einem eingebauten Abstandsregeltempomat (LIDAR).

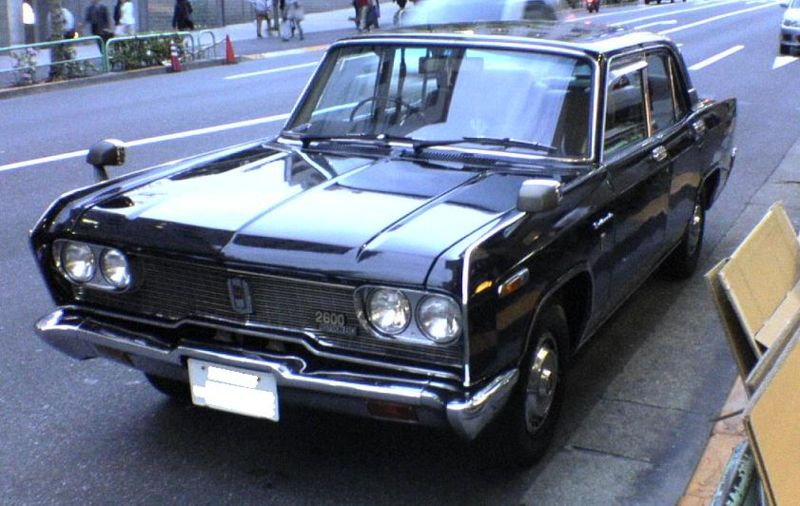
Mitsubishi Debonair der ersten Generation

## Debonair (1964–1986)
Angetrieben wurde der Debonair zunächst von einem 1991 cm³-Reihensechszylinder, der mit Doppelvergaser und Doppelauspuff 105 PS bei 5000/min leistete und eine Höchstgeschwindigkeit von 155 km/h ermöglichte. In den siebziger Jahren kam ein 1994 cm³ großer Reihensechszylinder zum Einsatz, der mit 132 PS den Debonair bis auf 180 km/h trieb. Dank einiger im Laufe der Zeit ausgeführter kleinerer Retuschen (Modellserien Debonair I bis IV) blieb der Debonair bei seinem japanischen Käuferkreis so beliebt, dass er 22 Jahre in seiner ursprünglichen Form gebaut wurde.
| Technische Daten Mitsubishi Debonair (1973) |                                                                                           |                                                                                           |
| Mitsubishi Debonair:                        | 2000                                                                                      | 2000 S                                                                                    |
| Motor:                                      | 6-Zylinder-Reihenmotor (Viertakt)                                                         | 6-Zylinder-Reihenmotor (Viertakt)                                                         |
| Hubraum:                                    | 1994 cm³                                                                                  | 1994 cm³                                                                                  |
| Bohrung × Hub:                              | 73 × 79,4 mm                                                                              | 73 × 79,4 mm                                                                              |
| Leistung bei 1/min:                         | 88 kW (120 SAE-PS) bei 6000                                                               | 96 kW (130 SAE-PS) bei 6000                                                               |
| Max. Drehmoment bei 1/min:                  | 162 Nm bei 4000                                                                           | 167 Nm bei 4000                                                                           |
| Verdichtung:                                | 9,0:1                                                                                     | 10,0:1                                                                                    |
| Gemischaufbereitung:                        | 1 Fallstrom-Doppelvergaser                                                                | 1 Fallstrom-Doppelvergaser                                                                |
| Ventilsteuerung:                            | OHC, Kette                                                                                | OHC, Kette                                                                                |
| Kühlung:                                    | Wasserkühlung                                                                             | Wasserkühlung                                                                             |
| Getriebe:                                   | vollsynchronisiertes 4-Gang-Getriebe a.W. Borg-Warner-Dreigang-Automatik Hinterradantrieb | vollsynchronisiertes 4-Gang-Getriebe a.W. Borg-Warner-Dreigang-Automatik Hinterradantrieb |
| Radaufhängung vorn:                         | je zwei ungleich lange Dreieckslenker, Schraubenfedern                                    | je zwei ungleich lange Dreieckslenker, Schraubenfedern                                    |
| Radaufhängung hinten:                       | Starrachse, halbelliptische Blattfedern                                                   | Starrachse, halbelliptische Blattfedern                                                   |
| Bremsen:                                    | Scheibenbremsen vorne, Trommelbremsen hinten, Bremskraftverstärker                        | Scheibenbremsen vorne, Trommelbremsen hinten, Bremskraftverstärker                        |
| Lenkung:                                    | Kugelumlauflenkung                                                                        | Kugelumlauflenkung                                                                        |
| Karosserie:                                 | Stahlblech, selbsttragend                                                                 | Stahlblech, selbsttragend                                                                 |
| Spurweite vorn/hinten:                      | 1390/1390 mm                                                                              | 1390/1390 mm                                                                              |
| Radstand:                                   | 2690 mm                                                                                   | 2690 mm                                                                                   |
| Abmessungen:                                | 4670 × 1690 × 1470 mm                                                                     | 4670 × 1690 × 1470 mm                                                                     |
| Leergewicht:                                | 1360 kg                                                                                   | 1360 kg                                                                                   |
| Höchstgeschwindigkeit:                      | 155 km/h                                                                                  | n. a.                                                                                     |
| 0–100 km/h:                                 | n. a.                                                                                     | n. a.                                                                                     |
| Verbrauch (Liter/100 Kilometer):            | 10–14 S                                                                                   | 10–14 S                                                                                   |

## Debonair (1986–1992)

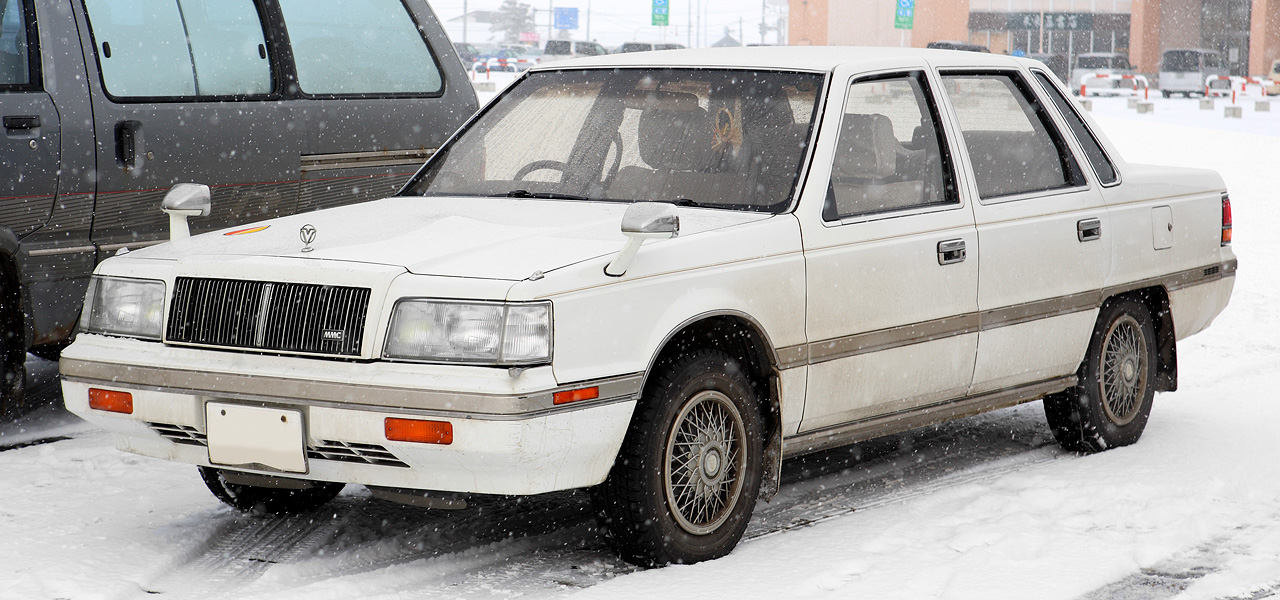
Mitsubishi Debonair der zweiten Generation

1986 erschien ein neuer Debonair mit Frontantrieb und größerem Innenraum. Im zweiten Debonair wurden Mitsubishis erste V6-Motoren verwendet, ein Zwei- und ein Dreiliter. Eine Kompressorvariante des Zweiliters mit neuartigen nadelgelagerten Kipphebeln kam 1987 auf den Markt. In Japan war zudem eine von AMG optisch veredelte Variante unter dem Namen Mitsubishi Debonair V 3000 AMG Royal erhältlich.

Diese und die folgende Generation des Debonair wurden auch als Hyundai Grandeur gebaut.
| Technische Daten Mitsubishi Debonair (1987) |                                                                   |                                                                   |
| Mitsubishi Debonair:                        | 2000                                                              | 3000                                                              |
| Motor:                                      | 6-Zylinder-V-Motor (Viertakt), Gabelwinkel 60°, vorne längs       | 6-Zylinder-V-Motor (Viertakt), Gabelwinkel 60°, vorne längs       |
| Hubraum:                                    | 1998 cm³                                                          | 2972 cm³                                                          |
| Bohrung × Hub:                              | 74,7 × 76 mm                                                      | 91,1 × 76 mm                                                      |
| Leistung bei 1/min:                         | 77 kW (105 PS) bei 5000                                           | 110,5 kW (150 PS) bei 5000                                        |
| Max. Drehmoment bei 1/min:                  | 158 Nm bei 4000                                                   | 231 Nm bei 2500                                                   |
| Verdichtung:                                | 8,9:1                                                             | 8,9:1                                                             |
| Gemischaufbereitung:                        | Einspritzung                                                      | Einspritzung                                                      |
| Ventilsteuerung:                            | obenliegende Nockenwelle, Antrieb über Zahnriemen                 | obenliegende Nockenwelle, Antrieb über Zahnriemen                 |
| Kühlung:                                    | Wasserkühlung                                                     | Wasserkühlung                                                     |
| Getriebe:                                   | Viergang-Automatik Frontantrieb                                   | Viergang-Automatik Frontantrieb                                   |
| Radaufhängung vorn:                         | Untere Dreiecksquerlenker, Federbeine, Schraubenfedern            | Untere Dreiecksquerlenker, Federbeine, Schraubenfedern            |
| Radaufhängung hinten:                       | Verbundlenkerachse, Schraubenfedern                               | Verbundlenkerachse, Schraubenfedern                               |
| Bremsen:                                    | Scheibenbremsen rundum, vorne innenbelüftet, Bremskraftverstärker | Scheibenbremsen rundum, vorne innenbelüftet, Bremskraftverstärker |
| Lenkung:                                    | Zahnstangenlenkung, Servo                                         | Zahnstangenlenkung, Servo                                         |
| Karosserie:                                 | Stahlblech, selbsttragend                                         | Stahlblech, selbsttragend                                         |
| Spurweite vorn/hinten:                      | 1455/1405 mm                                                      | 1455/1405 mm                                                      |
| Radstand:                                   | 2735 mm                                                           | 2735 mm                                                           |
| Abmessungen:                                | 4865 × 1725 × 1440 mm                                             | 4865 × 1725 × 1440 mm                                             |
| Leergewicht:                                | 1350–1400 kg                                                      | 1470–1510 kg                                                      |
| Höchstgeschwindigkeit:                      | 170 km/h                                                          | 195 km/h                                                          |
| 0–100 km/h:                                 | n. a.                                                             | n. a.                                                             |
| Verbrauch (Liter/100 Kilometer):            | 10–15 S                                                           | 12–17 S                                                           |

## Debonair (1992–1999)

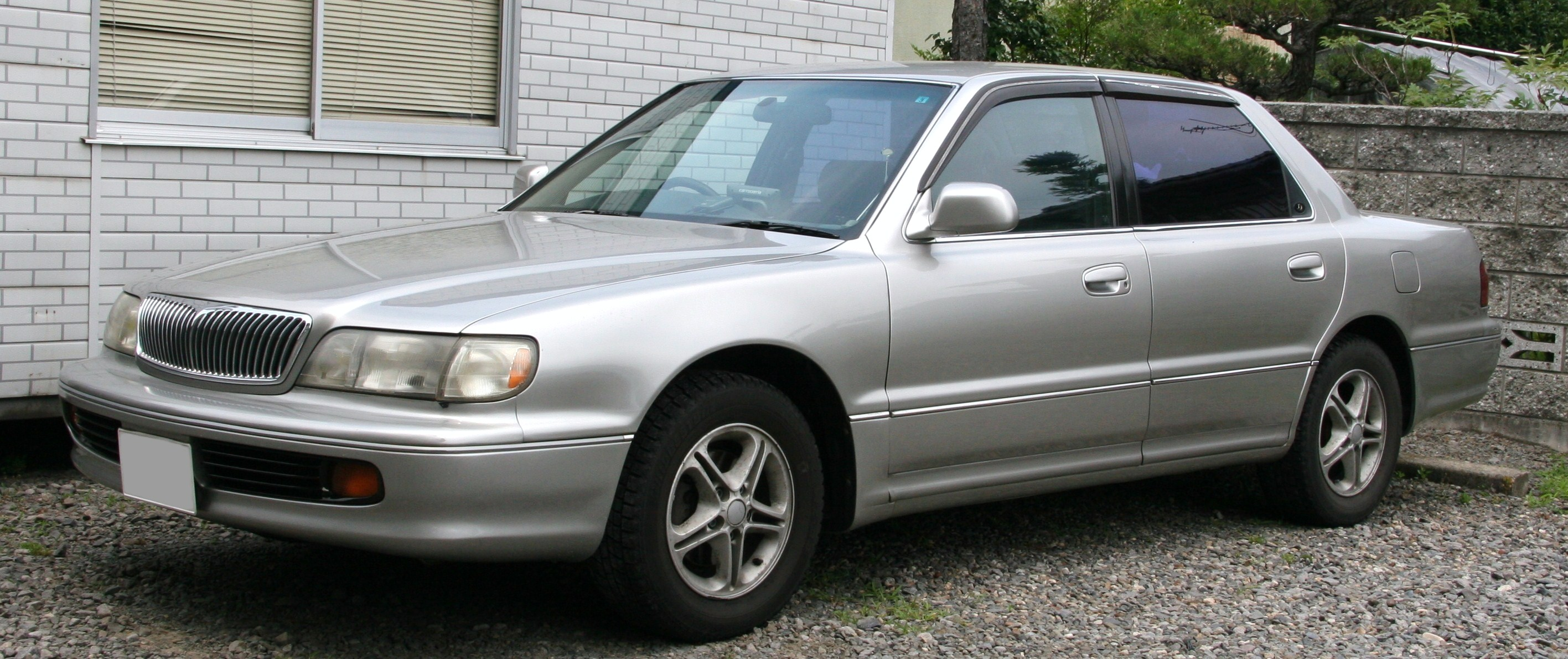
Mitsubishi Debonair der dritten Generation

Der dritte Debonair erschien 1992 und war länger und breiter als seine Vorläufer. Zu den erhältlichen Motoren zählte nun auch ein 191 kW (260 PS) starker 3,5 l-DOHC-V6, und als Mitsubishis Flaggschiff besaß der Debonair zahlreiche innovative Elemente, darunter Allradlenkung, ABS, hintere Mehrlenkerachse, semi-aktives Fahrwerk, Rückfahrkamera, GPS-Navigationssystem, den weltweit ersten Abstandsregeltempomat (Lidar) und Traktionskontrolle.
Der Debonair wurde 1999 eingestellt; sein direkter Nachfolger war der Mitsubishi Proudia. Noch über dem Proudia positioniert war der Mitsubishi Dignity mit dem ersten V8-Motor der Firma, der die Rolle des Spitzenmodells vom Debonair übernahm.
| Technische Daten Mitsubishi Debonair (1998) |                                                                        |                                                                        |
| Mitsubishi Debonair:                        | 3000                                                                   | 3500                                                                   |
| Motor:                                      | 6-Zylinder-V-Motor (Viertakt), Gabelwinkel 60°, vorne längs            | 6-Zylinder-V-Motor (Viertakt), Gabelwinkel 60°, vorne längs            |
| Hubraum:                                    | 2972 cm³                                                               | 3497 cm³                                                               |
| Bohrung × Hub:                              | 91,1 × 76 mm                                                           | 93 × 85,8 mm                                                           |
| Leistung bei 1/min:                         | 125 kW (170 PS) bei 5500                                               | 191 kW (260 PS) bei 6000                                               |
| Max. Drehmoment bei 1/min:                  | 248 Nm bei 3000                                                        | 324 Nm bei 4500                                                        |
| Verdichtung:                                | 10:1                                                                   | 10:1                                                                   |
| Gemischaufbereitung:                        | Einspritzung                                                           | Einspritzung                                                           |
| Ventilsteuerung:                            | OHC, Antrieb über Zahnriemen                                           | DOHC, Antrieb über Zahnriemen                                          |
| Kühlung:                                    | Wasserkühlung                                                          | Wasserkühlung                                                          |
| Getriebe:                                   | Viergang-Automatik Frontantrieb                                        | Viergang-Automatik Frontantrieb                                        |
| Radaufhängung vorn:                         | Dreieckquerlenker, Federbeine, Schraubenfedern                         | Dreieckquerlenker, Federbeine, Schraubenfedern                         |
| Radaufhängung hinten:                       | Doppelquerlenker, Schraubenfedern                                      | Doppelquerlenker, Schraubenfedern                                      |
| Bremsen:                                    | Scheibenbremsen rundum, vorne innenbelüftet, Bremskraftverstärker, ABS | Scheibenbremsen rundum, vorne innenbelüftet, Bremskraftverstärker, ABS |
| Lenkung:                                    | Zahnstangenlenkung, Servo                                              | Zahnstangenlenkung, Servo                                              |
| Karosserie:                                 | Stahlblech, selbsttragend                                              | Stahlblech, selbsttragend                                              |
| Spurweite vorn/hinten:                      | 1545/1550 mm                                                           | 1545/1550 mm                                                           |
| Radstand:                                   | 2745 mm                                                                | 2745 mm                                                                |
| Abmessungen:                                | 4975 × 1815 × 1440 mm                                                  | 4975 × 1815 × 1440 mm                                                  |
| Leergewicht:                                | 1590 kg                                                                | 1690 kg                                                                |
| Höchstgeschwindigkeit:                      | ca. 200 km/h                                                           | ca. 210 km/h                                                           |
| 0–100 km/h:                                 | n. a.                                                                  | n. a.                                                                  |
| Verbrauch (Liter/100 Kilometer):            | ca. 9–16 S                                                             | ca. 10–17 S                                                            |